# Mesochorus terebratus
Mesochorus terebratus là một loài tò vò trong họ Ichneumonidae.